# میلوسلاو مچیر
میلوسلاو مچیر (انگلیسی: Miloslav Mečíř؛ زاده ۱۹ مهٔ ۱۹۶۴) یک تنیس‌باز سابق اهل اسلواکی است که در المپیک ۱۹۸۸ موفق به کسب رتبه نخست گشت و مدال طلا را برای چکسلواکی به ارمغان آورد. او در فینال دو گرند اسلم فردی حضور یافت. در سال ۱۹۸۷ برندهٔ تورنومنت wtc finals شد.
پسر او، میلوسلاو مچیر٬ جونیور نیز راه پدر را ادامه داد و اکنون یک تنیس باز حرفه‌ای است.

## حرفه
میلوسلاو مچیر (انگلیسی: Miloslav Mečíř؛ زاده ۱۹ مهٔ ۱۹۶۴) در بینیتسه (اکنون قسمتی از اسلواکی)است.
در ۱۹۸۴ به فینال ATP راه پیدا کرد و ۱۹۸۵ را با شکست دادن جیمی کانرز در نیمه نهایی مسابقات فیلادلفیا آغاز کرداما در فینال به نفر اول رنکینگ یعنی جان مک‌انرو باخت. او اولین عنوان ATP خود را در روتردام در اواخر همان سال کسب کرد و در ۱۹۸۵ در بین ده نفر برتر جای نگرفت.
در سال بعد رتبهٔ خود را با شکست دادن استفان ادبرگ در ویمبلدون قبل از باخت به مدافع قهرمانی بوریس بکر در بک چهارم نهایی تثبیت کرد. اولین گرند اسم خود را چندی بعد در همان سال در مسابقات آزاد آمریکا به‌دست آورد و در این راه تنیسورهای بنامی مانند متس ویلاندر و بوریس بکر را از پیش رو برداشت تا در فینال نیز مدافع عنوان قهرمانی و نفر اول رنکینگ ایوان لندل را مقهور خود سازد.
پیشرفت مچیر در سال ۱۹۸۷ نیز ادامه یافت تا جایی که او در شش فینال دوبل و تک نفره را پیروز از زمین بیرون آمد.
در این زمان بود که اغلب تنیس بازان قدرتمند ناامیدانه دربرابر او حضور می‌یافتند.
در سال ۱۹۸۸ مچیر در ویمبلدون در اوج قرار داشت و توانست متز ویلاندر را در یک چهارم شکست دهد. آن تنها شکست ویلاندر در گرند اسلم‌های آن سال بود. اما ادبرگ دست او را از جام کوتاه کرد.
نقطهٔ روشن زندگی حرفه‌ای او آنجا بود که برای بازی در المپیک ۱۹۸۸ سئول برای تیم چکسلواکی انتخاب شد. او در نیمه نهایی ادبرگ که در مسابقات ویمبلدون همان سال او را شکست داده بود و قهرمان شده بود را مقهور خود کرد و از پیکار فینال با تیم مایوت آمریکایی پیروز بیرون آمد تا نشان طلای این دوره از مسابقات المپیک را از آن خود کند. همچنین در مسابقات دوبل نیز توانست یک مدال برنز را برای کشورش به ارمغان بیاورد.
او در سال ۱۹۹۰ به‌علت مصدومیت شدید از ناحیهٔ کمر درحالی که تنها ۲۶ سال داشت بازنشسته شد.

## سبک بازی
میچر بازیکن دقیق و ریزبینی بود که مهارت ویژه‌ای در شوت‌های برگشتی و فریب در شوت‌ها داشت. پوششی که در زمین ایجاد می‌کرد به همراه حرکت پاهای بسیار مناسب لقب «گربهٔ بزرگ» را برایش به ارمغان آورد.
بسیاری از بزرگان تنیس از دیدن بازی‌های او لذت برده‌اند بخاطر حرکات و ضربات ساده و در عین حال زیبا. او به عنوان «قاتل سوئدی‌ها» نیز شناخته می‌شود چرا که عملکرد بسیار خوبی در تقابل با سوئدی‌ها به ویژه متز ویلاندر داشت.